# Chris Squire
Christopher Russell Edward "Chris" Squire (n. 4 martie 1948, Greater London, Anglia, Regatul Unit – d. 28 iunie 2015, Phoenix, Arizona, SUA) a fost un muzician englez cunoscut ca basist și vocalist de fundal în trupa de rock progresiv, Yes. A fost singurul membru al formației ce a apărut pe toate albumele lansate de acesta.